# Heinrich Schremser
Heinrich Schremser (* 19. Januar 1782 in Bürstadt; † 16. April 1856 ebenda) war Offizier in der Hessen-darmstädtischen Armee, kämpfte mit dem Leibgarde-Infanterie-Regiment im Russlandfeldzug 1812 an der Seite der Truppen Napoleons gegen Russland und seine Verbündeten und wurde wegen seiner Verdienste zum Schultheiß von Bürstadt ernannt.

## Leben
Heinrich Schremser war der Sohn des Nachtwächters Johann Nicolaus Schremser (1741–1817) und dessen Ehefrau Anna Maria Ziegler (1741–1802).
Nach der Schulausbildung entschied sich Heinrich Schremser für eine Laufbahn in der Hessen-darmstädtischen Armee und wurde 1809 Schütze im ersten Bataillon des Leibgarde-Regiments.
1812/1813 kämpfte er mit dem Regiment zusammen mit den französischen Truppen im Russlandfeldzug 1812, die sich im Oktober des Jahres, als der russische Zar keinen Frieden schließen wollte, zurückziehen mussten. Bei dieser Aktion geriet der Stabswagen des Prinzen Emil von Hessen-Darmstadt in feindliche Hände. Schremser kümmerte sich sofort um seinen höchsten Vorgesetzten und rettete ihm das Leben.
Aus Dankbarkeit ernannte ihn der Prinz zum Oberschultheißen (heute Bürgermeister) von Bürstadt. Dazu erhielt er jeden Tag einen Gulden und außerdem eine Zehntscheune geschenkt.
Nachdem in der Völkerschlacht bei Leipzig im Oktober 1813 Napoleons Truppen besiegt wurden, bildete sich eine Allianz gegen Frankreich, zu der auch Hessen-Darmstadt gehörte. Schremser kämpfte 1814 als Sergeant und Fahnenträger der Leibgardisten an der Seite Preußens gegen die Franzosen, die später in der Schlacht bei Waterloo eine entscheidende Niederlage erlitten.
1814 wurde er als Hauptmann aus der Landwehr entlassen.
Das Amt des Bürstadter Bürgermeisters übte er bis 1822 aus, als er von Franz Bechloff abgelöst wurde. Im Gemeinderat von Bürstadt war Schremser weiterhin aktiv.
Er war verheiratet mit Anna Maria Fleckenstein (1785–1848), mit der er die Töchter
Catharina (1807–1883, ∞ 1830 Johann Philipp Ofenloch), Elisabeth (1815–1888, ⚭ 1833 David Brückmann), Barbara (* 1817, ⚭ 1840 Franz Berg), Apollonia (1821–1897, ⚭ 1841 Kaspar Hirth) und Jakobina (* 1824, ⚭ 1849 August Adrian) hatte.
Der Sohn Heinrich (* 1819) war Beigeordneter in Bürstadt.

## Auszeichnungen
- Ludwigsorden Ritter II. Klasse[2]
- 1813 Medaille der französischen Ehrenlegion